# André Numès Fils
André Numès Fils , född André Numès den 9 november 1896 i Paris, död 7 januari 1972 i Asnières-sur-Seine Frankrike, var en fransk skådespelare.

## Filmografi (urval)
- 1932 – Service de nuit
- 1947 - Polishuset
- 1950 - Rättvisa har skipats
- 1952 - Allt kan hända i Paris
- 1954 - Kungens älskarinna
- 1955 - Fröjdernas gata